# Smári
Smári, en grec moderne : Σμάρι est un village du dème de Minóa Pediáda, en Crète, en Grèce. Selon le recensement de 2001, la population de Smári compte 418 habitants. Il est situé à une altitude de 320 m et à 27 km de Héraklion.